# 巫师4
《巫师4》是由CD Projekt Red开发，CD Projekt发行的動作角色扮演遊戲，是计划中的巫师系列新三部曲的第一部，故事背景设定在《巫师3：狂猎》之后。与原三部曲不同的是，原三部曲的主角是原著小说中的主人公利维亚的杰洛特，而《巫师 4》的主角则是他的养女辛特拉的希里。

## 开发
2022年3月，CD Projekt Red（CDPR）宣布他们正在开发巫师系列的新作。10月，工作室透露游戏将作为新三部曲的第一部。
《赛博朋克2077》（2020）发布后，CDPR对开发流程进行了结构性调整，延长了前期制作阶段，以建立明确的开发阶段，确保未来项目（包括新巫师游戏）设计的连贯性。游戏从2022年5月起一直处于前期制作阶段，直到2024年11月开始全面开发。游戏在工作室内部的代号为“北极星计划”（Project Polaris）。
在2024年12月的游戏大奖颁奖典礼上，首支《巫师4》预告片发布。